# Bálint János (fuvolaművész)
Bálint János Barnabás (Hódmezővásárhely, 1961. június 18. –) magyar fuvolaművész.

## Életpályája
Szülővárosában kezdett zongorázni és fuvolázni. 1975–1979 között a szegedi Zeneművészeti Szakközépiskola fuvola szakos diákja volt; Dr. Sebestyén István és Lars Zoltán oktatta. 1979–1984 között a Zeneművészeti Főiskola hallgatója volt, Kovács Lóránt tanítványaként. 1980-tól a Magyar Rádió Szimfonikus Zenekara tagja volt; 1984–1991 között első fuvolása volt. 1987–1992 között a Római Respighi Academia tanára volt. 1990–2002 között a József Attila Tudományegyetem konzervatóriumának docense, a Liszt Ferenc Zeneművészeti Egyetem Szegedi Tagozatának adjunktusa. 1994–2001 között a rovigói Zeneakadémia tanára volt. 1996–1997 között, valamint 2009–2012 között a budapesti Liszt Ferenc Zeneművészeti Egyetem oktatója volt. 2000–2006 között a Magyar Nemzeti Filharmonikusok szóló fuvolása volt. 2001–2006 között Imola-ban oktatott. 
Koncertezett többek közt Ausztriában, Olaszországban, Luxemburgban. Olyan művészekkel dolgozott együtt, mint például Schiff András, Kocsis Zoltán, Perényi Miklós és Vásáry Tamás.

## Közreműködései
- Romantic Violin Concertos on Flute (1995)
- J. Ch. Bach: Sinfonie Concertanti (1995)
- Histoire du tango (1995)
- Salieri Concertos (1995)
- Carnevale di Venezia (1996)
- Vivaldi: Négy évszak (1996)
- Flök & gitarre – Original Transcriptions (1997)
- Carulli: Guitar Concertos (1997)
- Miniaturen für Flöte und Harfe (1998)
- Flute Pearls (2001)

## Díjai
- az anconai zenei verseny első díja (1984)
- Artisjus-díj (1994)
- Liszt Ferenc-díj (2008)